# تیم دوچرخه‌سواری آکادمی اسرائیل
تیم دوچرخه‌سواری آکادمی اسرائیل (انگلیسی: Israel Cycling Academy) یک تیم دوچرخه‌سواری در کشور اسرائیل است.
این تیم که در سال ۲۰۱۵ تأسیس شده در تورهای قاره‌ای دوچرخه‌سواری شرکت می‌کند.